# افسانه جانی کش ۲
| بررسی انتقادی | بررسی انتقادی |
| منبع          | رتبه‌بندی      |
| ------------- | ------------- |
| آل‌میوزیک      | [ ۱ ]         |

افسانه جانی کش ۲ (به انگلیسی: The Legend of Johnny Cash Vol. II) یک آلبوم گردآوری شده توسط جانی کش است که توسط آیلند رکوردز در ۲۰۰۶ منتشر شد. انتشار این آلبوم در نتیجه موفقیت آلبوم اول این مجموعه که گردآوری شده از دوره‌ای از آهنگ‌های دوره‌ای از فعالیت حرفه‌ای جانی کش بود. این دنباله هم شامل اهنگ‌های اجرا شده توسط کش در صحنه‌های مختلف دوران حرفه ایش بوده که با آهنگ "There You Go" از نیمه دهه ۱۹۵۰ آغاز شده و با تعدادی آهنگ منتخب از خواننده شامل یک نسخه از "In the Sweet By and By" و نسخه‌ای از ارکستر زنده پرنده‌ای روی سیم اثر لئونارد کوئن پایان می بابد.